# Manifest de l'Organització per a l'Extermini dels Homes
El Manifest de l'Organització per a l'Extermini dels Homes (en anglès: Society for Cutting Up Men Manifesto o S.C.U.M. Manifesto) és un manifest feminista radical, provocador i satíric publicat el 1967 per l'artista i escriptora estatunidenca Valerie Solanas (1936-1988) en plena era de la cultura pop art. Argumenta que els homes han arruïnat el món i que depèn de les dones arreglar-ho. Per aconseguir aquest objectiu, proposa la formació de SCUM (Society for Cutting Up Men), una organització dedicada a enderrocar la societat i eliminar el sexe masculí. El Manifest SCUM ha estat descrit com una sàtira o paròdia especialment pel seu paral·lelisme amb la teoria de la feminitat de Sigmund Freud, encara que això ha estat discutit, fins i tot per la mateixa Solanas.

## Història
La mateixa autora distribuïa còpies autoeditades del manifest pels carrers de Nova York, abans que l'editor Maurice Girodias rescatés el text a l'editorial Olympia Press. En ell, l'artista experimenta amb el llenguatge literari per a crear un document de contingut feminista radical, misàndric i freudià, que busca fomentar el debat i la crítica davant sentències similars contra les dones divulgades al llarg de la història.
Aquest manifest ha tingut una forta influència en altres artistes contemporanis i subversius, com el moviment punk, transfeminista i queer entre d'altres. L'any 2020 el llibre va aparèixer traduït al català de la mà de Virus Editorial.
| «                 | ... el que alliberarà les dones del control masculí, per tant, és l'eliminació total del sistema laboral i monetari, no la conquesta de la paritat econòmica amb els homes dins del sistema. | » |
| — Valerie Solanas | |   |

## Influència en la cultura popular

### Cinema
El SCUM Manifesto va ser adaptat a un curtmetratge de 1976 dirigit per Carole Roussopoulos i Delphine Seyrig. A la pel·lícula, Seyrig llegeix diversos passatges d'una traducció francesa del manifest.
Andy Warhol va satiritzar tot l'esdeveniment en una pel·lícula posterior, Women in Revolt (1971, Paul Morrissey), anomenant «P.I.G» (Politically Involved Girls [Noies políticament implicades]) a un grup similar al S.C.U.M. de Solanas.
El treball creatiu i la relació de Solanas amb Warhol es descriuen a la pel·lícula de 1996, I Shot Andy Warhol (Jo vaig disparar Andy Warhol), una part important de la qual es relaciona amb el Manifest SCUM i les disputes de Solanas sobre les nocions d'autoria amb Warhol.

### Televisió
«Viva Los Muertos!», un episodi de la sèrie de televisió de comèdia animada The Venture Bros., presenta un personatge anomenat Val que cita directament el Manifest SCUM durant tot l'episodi.
El manifest de SCUM es va presentar com un dispositiu argumental a la sèrie de televisió «FX American Horror Story: Cult», vista per primera vegada a l'episodi «Valerie Solanas Died for Your Sins: Scumbag» (Valerie Solanas va morir pels teus pecats: escòria), que es va emetre per primera vegada el 17 d'octubre de 2017. Una versió ficticia de Valerie Solanas, interpretada per l'actriu Lena Dunham, va recitar el manifest durant tot l'episodi.

### Literatura
L'any 2006, l'autora sueca Sara Stridsberg va publicar una biografia de semificció de Valerie Solanas, «Drömfakulteten» (La facultat dels somnis), en la qual es fa referència al Manifest en diverses ocasions.

### Música
La formació musical alemanya de punk Big in Japan va inspirar-se en aquest manifest per a la cançó «Society for Cutting Up Men» així com ho feu el grup de rap Los Chikos del Maíz en la cançó «Valerie Solanas (Stop making stupid people famous)».

### Teatre
L'obra feminista d'Alice Birch del 2014, Revolt. She Said. Revolt Again. es va inspirar en el Manifest SCUM.